# Lista de futebolistas não nascidos na Croácia convocados para a Seleção Croata
Este artigo traz uma Lista com os futebolistas que não nasceram na Croácia, mas foram convocados para a Seleção nacional.
57 jogadores que representaram a Croácia em jogos oficiais nasceram em outros países - 32 são da Bósnia e Herzegovina (país com maior número de atletas convocados), seguida pela Alemanha (10 jogadores).

## Nacionalidade por jogador
- Nota: Em negrito os jogadores em atividade, tanto em nível de clubes quanto pela Seleção Croata.

## Austrália
- Joey Didulica (4 jogos entre 2004 e 2006)[2]
- Anthony Šerić (16 jogos entre 1998 e 2006)[3]
- Josip Šimunić (105 jogos e 3 gols entre 2001 e 2013)[4]

## Áustria
- Mateo Kovačić (56 jogos e um gol desde 2013)[5]

## Bósnia e Herzegovina

### Áustria-Hungria
- Miroslav Brozović (17 jogos entre 1940 e 1944)[6]
- Mirko Kokotović (15 jogos e 2 gols entre 1941 e 1944)[7]
- Antun Pogačnik (1 jogo em 1941)
- Sulejman Rebac (1 jogo e 2 gols em 1956)[8]
- Aleksandar Živković (1 jogo em 1940)

### Reino da Iugoslávia
- Florijan Matekalo (4 jogos e um gol em 1940)

### Iugoslávia
- Mladen Bartulović (2 jogos entre 2006 e 2009)[9]
- Mario Bazina (1 jogo em 2002)[10]
- Stanko Bubalo (2 jogos entre 1999 e 2000)[11]
- Nino Bule (3 jogos entre 1999 e 2004)[12]
- Vedran Ćorluka (103 jogos e 4 gols entre 2006 e 2018)[13]
- Darko Dražić (2 jogos entre 1990 e 1991)
- Sejad Halilović (1 jogo em 1994)[14][15]
- Mato Jajalo (2 jogos entre 2014 e 2015)[nota 1]
- Nikica Jelavić (36 jogos e 6 gols entre 2009 e 2014)[16]
- Vedran Ješe (2 jogos entre 2006 e 2008)[17]
- Krunoslav Jurčić (21 jogos entre 1997 e 2000)[18]
- Goran Jurić (15 jogos entre 1997 e 1999)
- Marin Leovac (5 jogos desde 2014)[19]
- Dejan Lovren (57 jogos e 3 gols desde 2009)[20]
- Mato Neretljak (10 jogos e 1 gol entre 2001 e 2006)[21]
- Željko Pavlović (7 jogos entre 1996 e 2001)
- Mladen Petrić (45 jogos e 13 gols entre 2001 e 2013)[nota 2][22]
- Mladen Romić (3 jogos em 1992)
- Mario Stanić (49 jogos e 7 gols entre 1995 e 2003)[23]
- Mario Tokić (28 jogos entre 1998 e 2006)
- Stjepan Tomas (49 jogos e 1 gol entre 1998 e 2006)[24]
- Boris Živković (39 jogos e 2 gols entre 1999 e 2007)

### Pós-independência
- Jakov Filipović (3 jogos desde 2017)[25]
- Nikola Katić (1 jogo desde 2017)[26]
- Mirko Marić (1 jogo desde 2017)[nota 3][27]
- Ivan Šunjić (1 jogo desde 2017)[28]

## Brasil
- Eduardo da Silva (64 jogos e 29 gols entre 2004 e 2014)[29]
- Sammir (7 jogos entre 2012 e 2014)[nota 4][30][31][32]

## Alemanha

### Alemanha Ocidental
- Ivo Iličević (9 jogos e 1 gol entre 2010 e 2013)[33]
- Niko Kovač (83 jogos e 14 gols entre 1996 e 2008)[34]
- Robert Kovač (84 jogos entre 1999 e 2009)[35]
- Ivan Klasnić (41 jogos e 12 gols entre 2004 e 2011)[36]
- Marijo Marić (8 jogos e 1 gol entre 2002 e 2004)[37]
- Tomislav Marić (9 jogos e 2 gols entre 2002 e 2003)[38]
- Robert Prosinečki (49 jogos e 10 gols entre 1994 e 2002)[39]
- Filip Tapalović (3 jogos em 2002)[40]
- Vladimir Vasilj (2 jogos entre 1998 e 2002)[41]

### Após a reunificação
- Mario Pašalić (12 gols desde 2014)[42]

## Kosovo

### Iugoslávia
- Ardian Kozniku (7 jogos e 2 gols entre 1994 e 1998)[nota 5][43][44]
- Kujtim Shala (1 jogo em 1990)[45]

## Montenegro

### Iugoslávia
- Dževad Turković (6 jogos entre 1994 e 1995)[46]

## Sérvia

### Áustria-Hungria
- Svetozar Džanić (1 jogo em 1941)

## Eslovênia

### Reino da Iugoslávia
- Antun Lokošek (1 jogo e 1 gol em 1944)[47]

### Iugoslávia
- Srebrenko Posavec (1 jogo em 2006)[48]
- Gregor Židan (1 jogo em 1990)[nota 6][49]

## Suíça
- Ivan Rakitić (106 jogos e 15 gols desde 2007)[nota 7][50]

## Estados Unidos
- Zvonko Jazbec (3 jogos e 1 gol em 1940)[51]